# Meteorologia tropikalna
Meteorologia tropikalna – część meteorologii, która bada zjawiska i cyrkulację atmosferyczną w regionie rozciągającym się na około 25 stopni na północ i południe od równika. Obszar ten charakteryzuje się słabym wpływem siły Coriolisa w bezpośrednim sąsiedztwie równika, wysokimi temperaturami i opadami konwekcyjnymi.

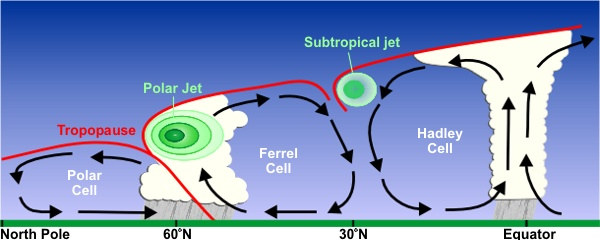
Przekrój przez atmosferę z południa na północ. Widoczna jest komórka Hadleya pomiędzy równikiem i obszarami zwrotnikowymi

## Zonalne i południkowe komórki cyrkulacyjne w tropikach
Komórka Hadleya to cyrkulacja atmosferyczna pomiędzy równikiem a obszarami zwrotnikowymi (południe-północ, cyrkulacja zonalna, cyrkulacja strefowa). Powietrze unosi się w cieplejszych obszarach równikowych, przemieszcza się w kierunku biegunów, a następnie opada w chłodniejszych szerokościach zwrotnikowych. Proces ten pomaga równoważyć temperatury między tropikami a wyższymi szerokościami geograficznymi (obszary zwrotnikowe). W meteorologii tropikalnej komórka Walkera to cyrkulacja atmosferyczna o charakterze wschód–zachód, która występuje nad Pacyfikiem. W normalnych warunkach powietrze unosi się nad Indonezją i opada nad wschodnim Pacyfikiem. Ten pionowy obieg powietrza jest częścią zimowej cyrkulacji monsunowej w regionie Indonezji. Podczas zjawiska El Niño komórka Walkera zostaje zakłócona, a miejsca wznoszenia i opadania powietrza przesuwają się.

## Wiatry pasatowe i strefa zbieżności międzyzwrotnikowej

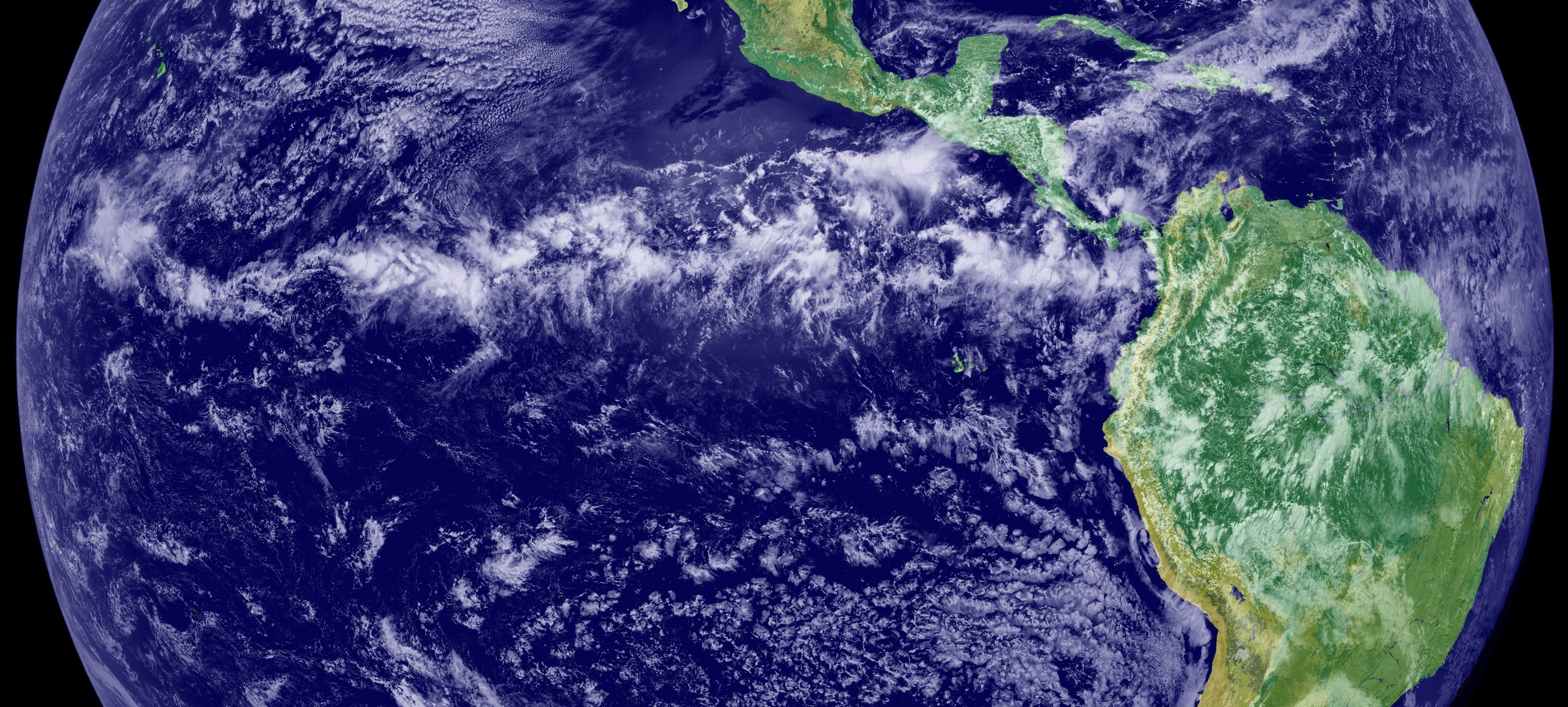
Strefa zbieżności międzyzwrotnikowej na wschodnim Pacyfiku

Strefa Zbieżności Międzyzwrotnikowej (ang. Intertropical Convergence Zone, ITCZ) jest istotnym elementem meteorologii tropikalnej. Stanowi pas zbieżności wiatrów i związanej z nią konwekcji, otaczający Ziemię w pobliżu równika. ITCZ występuje we wznoszącej strefie komórki Hadleya. Charakteryzuje się zbieżnością wiatrów pasatowych przy powierzchni Ziemi, niskim ciśnieniem na poziomie morza, intensywną konwekcją oraz dużym zachmurzeniem. Położenie ITCZ nie jest stałe – powoli przemieszcza się na południe od równika w okresie zimy na półkuli północnej, a na północ od równika podczas lata na półkuli północnej, podążając za ruchem Słońca.

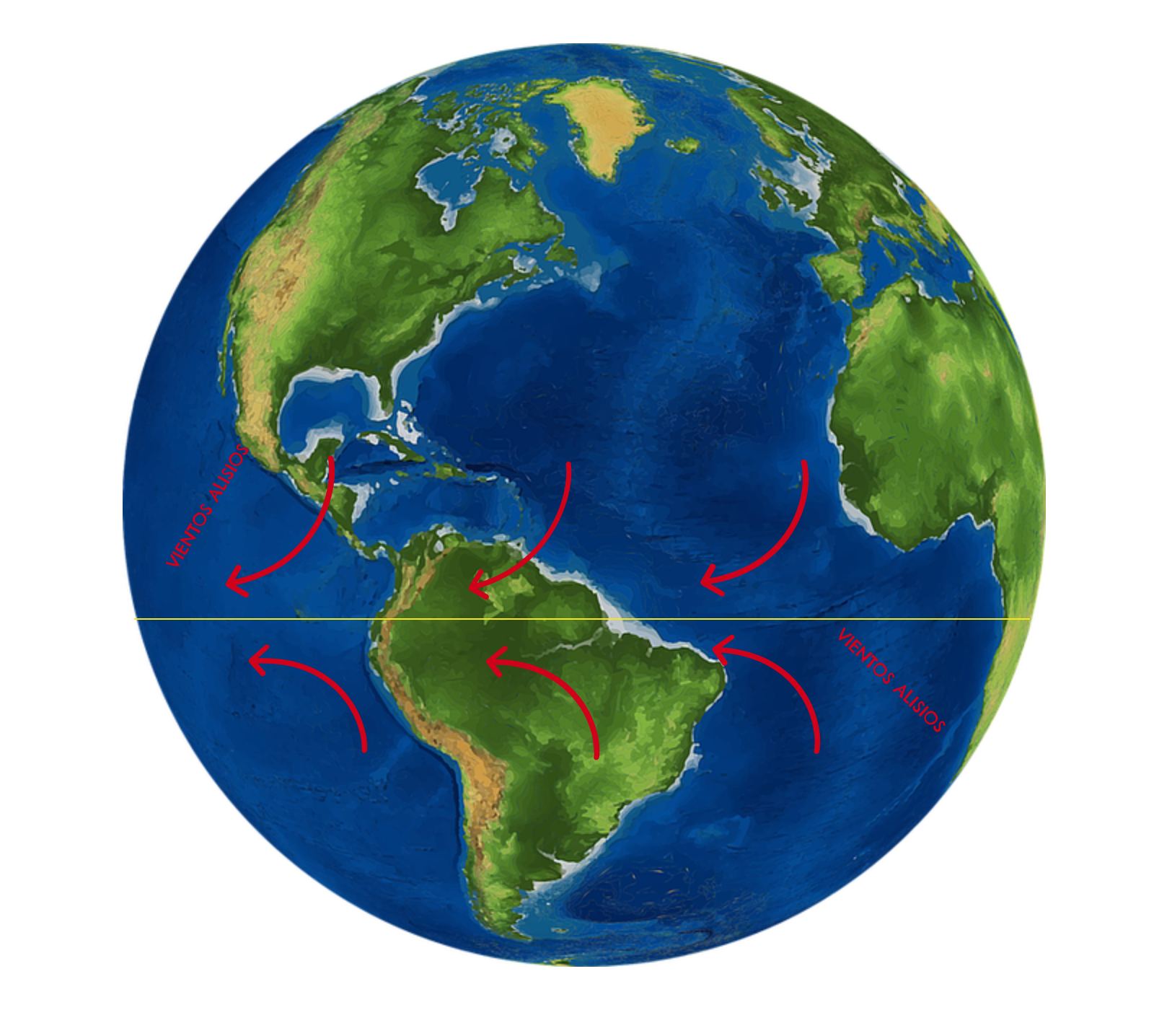
Strzałkami zaznaczono wiatry pasatowe

Wiatry pasatowe wiejące w strefach międzyzwrotnikowych odgrywają kluczową rolę w tworzeniu Strefy Zbieżności Międzyzwrotnikowej. Na półkuli północnej dominują pasaty północno-wschodnie, a na południowej pasaty południowo-wschodnie. Kiedy wiatry te spotykają się w pobliżu równika, dochodzi do poziomej zbieżności, co sprzyja tworzeniu chmur i burz w ITCZ.

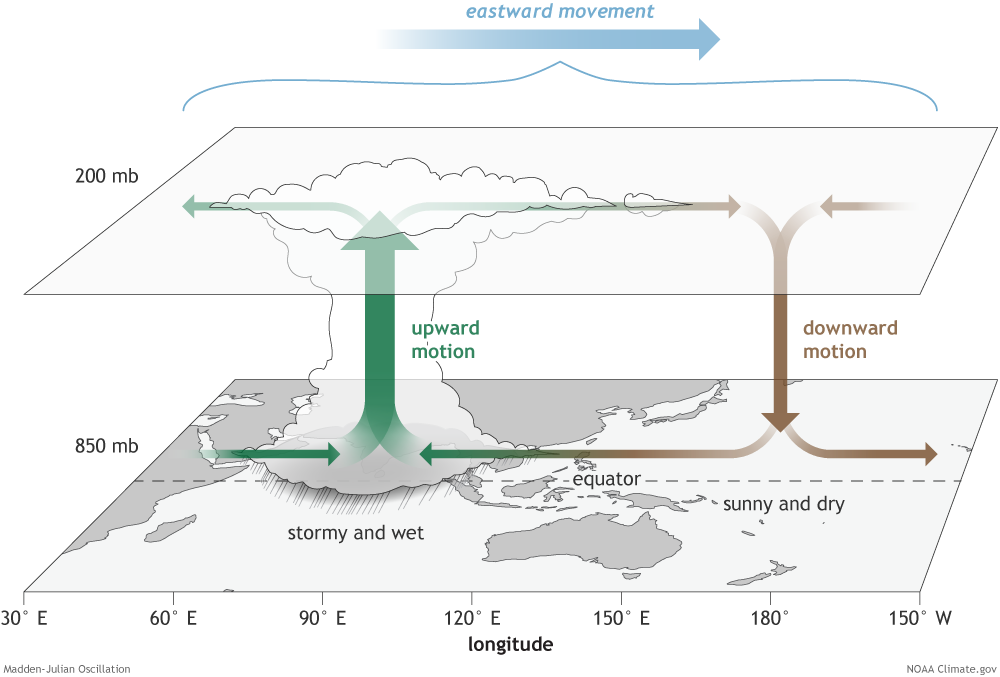
Struktura Oscylacji Maddena-Juliana w okresie, gdy faza wzmożonej konwekcji jest skoncentrowana nad Oceanem Indyjskim, a faza osłabionej konwekcji jest skoncentrowana nad zachodnio-centralną częścią Oceanu Spokojnego. Widać też komórkę cyrkulacji powietrza wschód-zachód (podobną do komórki Walkera)

## Atmosferyczne fale tropikalne
Spektrum fal tropikalnych było przewidziane w pracy teoretycznej T. Matsuno w 1966 roku, a odkrycia doświadczalne były związane ze zwiększoną ilością danych obserwacyjnych i wynalezieniem algorytmu szybkiej transformaty Fouriera w 1965 roku. Fale tropikalne, często propagujące się wokół Ziemi są charakterystycznym elementem meteorologii tropikalnej.

### Konwekcyjnie sprzężone fale Kelvina
Konwekcyjnie sprzężone fale Kelvina (ang. Convectively Coupled Kelvin Waves, CCKWs) są istotnym elementem meteorologii tropikalnej. W pobliżu równika CCKWs są głównymi formami konwekcji poruszającej się na wschód, w skali czasowej od kilku dni do około trzech tygodni. CCKWs, wraz z innymi równikowymi zaburzeniami propagującymi się na wschód i zachód, tworzą „klocki” wieloskalowej struktury Oscylacji Maddena-Juliana (MJO). Ich znaczenie po raz pierwszy zauważono, obserwując poruszające się na wschód „superklastry” chmur w obrębie obszaru Oscylacji Maddena-Juliana. CCKWs można odróżnić od MJO za pomocą ich prędkości propagacji, która jest większa niż w przypadku MJO. Podczas gdy prędkość grupowa MJO obserwowana na Oceanie Indyjskim wynosi około 4–5 m/s, prędkości konwekcyjnie sprzężonych fal Kelvina w tym regionie wahają się od około 14 m/s do 11 m/s.

### Oscylacje Maddena-Juliana
Oscylacja Maddena-Juliana (MJO) to zjawisko atmosferyczne kluczowe w meteorologii tropikalnej, odkryte w latach 60. XX wieku. MJO jest związane z aktywnością konwekcyjną, przemieszczającą się z zachodu na wschód wokół równika, z cyklem trwającym od 30 do 60 dni. Innymi słowy fala przechodzi wokół równika w czasie od 30 do 90 dni. Faza aktywnej konwekcji pojawia się na Oceanie Indyjskim a później na Pacyfiku, wpływając na pogodę w obszarach tropikalnych, m.in. na cyklony tropikalne, opady deszczu oraz zjawiska takie jak El Niño. Oscylacja Maddena-Juliana ma fazy wzmożonej i tłumionej konwekcji. Przejście MJO wpływa też na regiony poza tropikami.

### Równikowe fale Rossby’ego i prędkość grupowa
Nakazawa badał różnice między prędkością grupową a prędkością fazową tropikalnych klastrów (ugrupowań) konwekcyjnych, odkrywając, że ich grupa (czyli superklastry) przesuwa się na wschód z prędkością grupową zgodną z ruchem oscylacji Maddena-Juliana (MJO). Natomiast niektóre klastry chmur wewnątrz superklastra przemieszczają się na zachód z własną prędkością fazową, charakterystyczną dla równikowych fal Rossby’ego. Innymi słowy konwekcja „odradza się” na wschód od superklastra, ale tak utworzone systemy poruszają się na zachód. To rozróżnienie sugeruje istnienie hierarchicznej struktury konwekcji w tropikach, gdzie większe układy organizują się w skali MJO, a ich wewnętrzne elementy wykazują różne kierunki propagacji.

Animacja czasowa kilku rzek atmosferycznych czerpiących parę wodną z obszarów tropikalnych i przenoszących ją na Pacyfiku na zachodnie wybrzeże Stanów Zjednoczonych. Rysunek pokazuje całkowitą ilość pary wodnej w kolumnie atmosferycznej nad powierzchnią Ziemi.

## Wpływ atmosfery tropikalnej na inne obszary: telekonekcje
- Rzeki atmosferyczne. Rzeki atmosferyczne, które są stosunkowo wąskimi korytarzami o szerokości od 400 do 1000 km podwyższonej wilgotności w atmosferze, transportują ogromne ilości pary wodnej z obszarów tropikalnych lub regionów o dużej zawartości pary wodnej, pobieranej najczęściej z powierzchni ciepłego oceanu. Przepływ w rzekach atmosferycznych zachodzi stosunkowo blisko powierzchni Ziemi w dolnym prądzie strumieniowym około 700 hPa. Rzeki atmosferyczne są jednym z przykładów oddziaływania atmosfery tropikalnej z obszarami średnich szerokości i mogą prowadzić do ekstremalnych powodzi np. na zachodnim wybrzeżu Stanów Zjednoczonych[6].

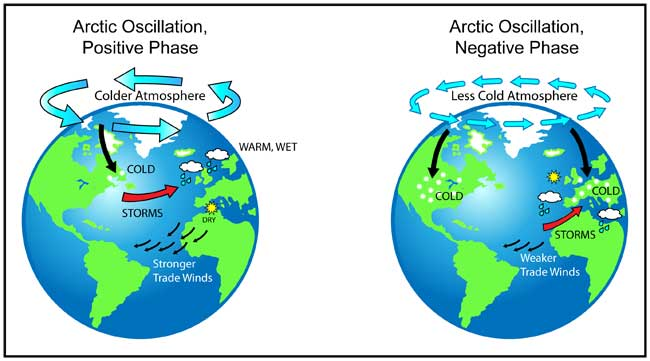
Ilustracja warunków pogodowych w różnych fazach oscylacji arktycznej

- Oscylacja Maddena–Juliana (MJO) wpływa na zjawiska klimatyczne w dużej skali, takie jak Oscylacja Arktyczna (AO) i Oscylacja Antarktyczna (AAO) co wpływa na pogodę w średnich szerokościach geograficznych (dla przykładu w Europie). W troposferze MJO tworzy fale Rossby’ego w górnych warstwach atmosfery dzięki intensywnej konwekcji, szczególnie nad Oceanem Indyjskim i Pacyfikiem. Fale te przemieszczają się w kierunku biegunów, wpływając na AO i AAO. Kiedy aktywność MJO ma miejsce nad Oceanem Indyjskim, może to prowadzić do pozytywnej fazy AO, podczas gdy aktywność nad zachodnim Pacyfikiem bardziej sprzyja powstaniu negatywnej fazy AO. Zazwyczaj takie oddziaływanie występuje najsilniej zimą. Oscylacja Maddena-Juliana wpływa także na siłę stratosferycznego wiru polarnego. Jeśli konwekcja MJO występuje nad Oceanem Indyjskim przy silnym wirze polarnym, może to prowadzić do pozytywnej fazy AO. Z kolei jeśli wir jest słaby, a aktywność MJO zachodzi nad zachodnim Pacyfikiem, często powoduje to negatywną fazę AO. Razem te zjawiska w troposferze i stratosferze umożliwiają MJO modulowanie pogody w średnich szerokościach geograficznych. W zimie pozytywna faza AO zazwyczaj sprawia, że zimne arktyczne powietrze pozostaje w pobliżu regionów polarnych, co zapobiega jego przemieszczaniu się na południe w kierunku Europy. W rezultacie zimy w Europie są łagodniejsze, szczególnie w północnej części kontynentu. Dodatkowo, pozytywna AO może wzmocnić północnoatlantycki szlak burzowy, co prowadzi do częstszych opadów i silniejszych systemów sztormowych nad północną Europą, taką jak Wielka Brytania i Skandynawia. Jednocześnie obszary południowej Europy, takie jak region Morza Śródziemnego, mogą doświadczać bardziej suchych warunków pogodowych. Kiedy oscylacja Maddena–Juliana znajduje się nad zachodnim Pacyfikiem, wpływ na pogodę w Europie często jest odwrotny do tego, co obserwuje się przy aktywności MJO nad Oceanem Indyjskim. MJO nad Pacyfikiem sprzyja negatywnej fazie Oscylacji Arktycznej, co oznacza: zimniejsze zimy w Europie bo negatywna faza AO pozwala na przemieszczanie się zimnego, arktycznego powietrza na południe, co może przynosić chłodniejsze i bardziej surowe warunki zimowe, szczególnie w jej północnej i środkowej części; w związku z napływem zimnego powietrza z Arktyki, zwiększa się ryzyko opadów śniegu oraz dłuższych okresów mrozu, co może prowadzić do bardziej surowych warunków zimowych, zwłaszcza na wschodzie Europy; negatywna faza AO sprzyja większej zmienności w rozkładzie frontów atmosferycznych, co może przynosić zarówno silniejsze burze, jak i nagłe zmiany temperatury[7]. Ujemna faza AO może przyczyniać się do występowania niżu genueńskiego i związanego z nim występowania powodzi w Centralnej Europie.

Oscylacja quasi-dwuletnia prędkości wiatru w stratosferze na równiku

- Oscylacja quasi-dwuletnia (QBO) to zjawisko polegające na naprzemiennej zmianie kierunku wiatrów strefowych (wschód-zachód) między wschodnimi a zachodnimi w tropikalnej stratosferze, o okresie trwającym średnio od 28 do 29 miesięcy. Faza QBO zależy od oddziaływania fal atmosferycznych pochodzących z troposfery, które wznoszą się do stratosfery i tam ulegają rozproszeniu. Fale te generują oscylację kierunku wiatru – wschodniego lub zachodniego – które następnie przemieszczają się stopniowo w dół, od górnych warstw stratosfery ku tropopauzie, z prędkością około 1 km na miesiąc. W fazie wschodniej wiatry osiągają większą siłę niż w fazie zachodniej, a ich amplituda jest niemal dwukrotnie silniejsza. Faza QBO ma istotny wpływ na warunki atmosferyczne na całym świecie, w tym na rozkład ozonu w stratosferze, dynamikę monsunu oraz zimową cyrkulację w półkuli północnej, oddziałując m.in. na częstość występowania nagłych ociepleń stratosferycznych.

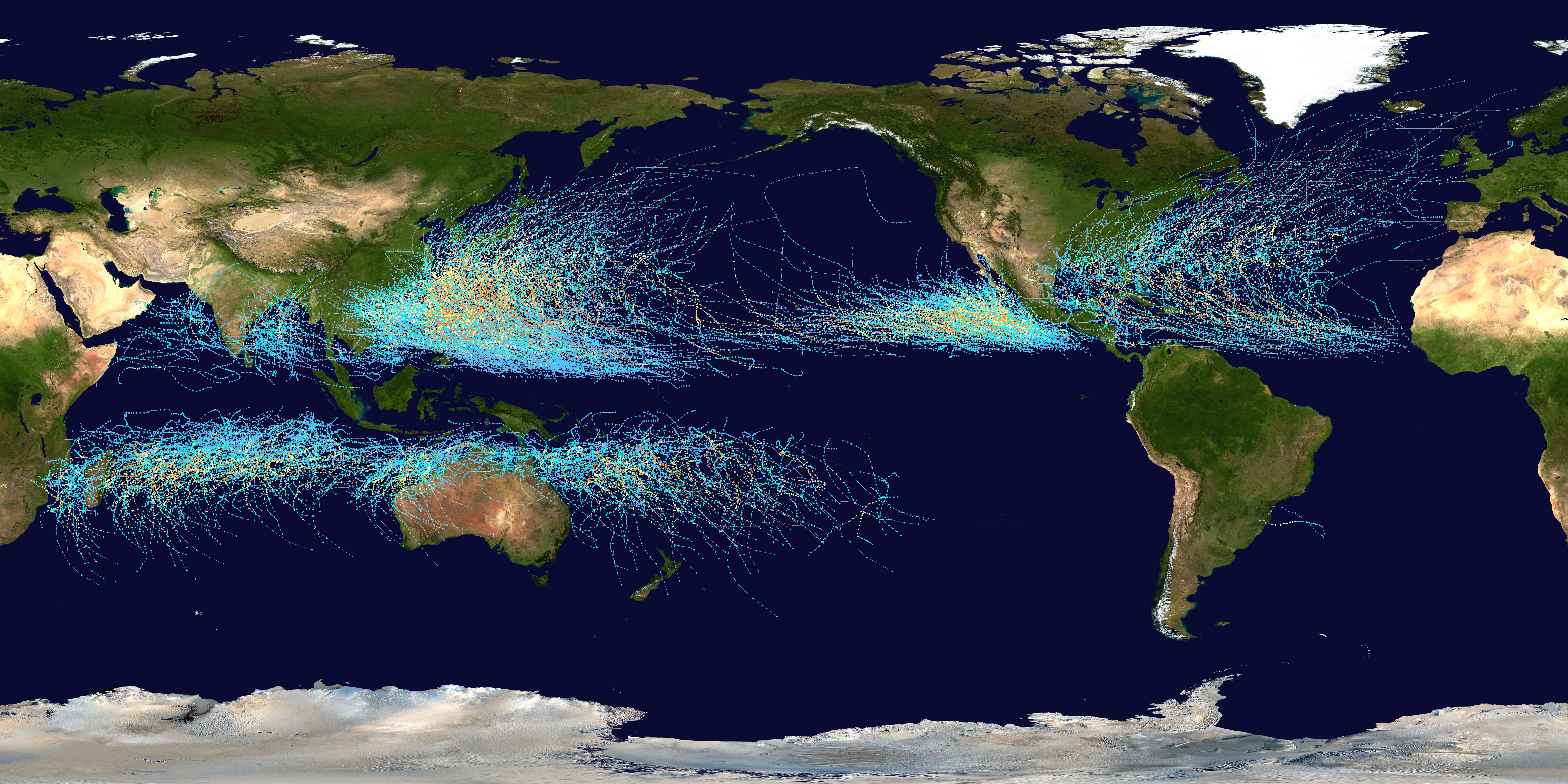
Tory ruchu cyklonów w latach 1985–2005. Na rysunku widać, że cyklony tropikalne nie powstają na równiku

19 lutego europejski satelita Meteosat-8 obserwował cyklon tropikalny Guambe, który rozwinął się u południowo-wschodniego wybrzeża Afryki

## Cyklony tropikalne
Cyklony tropikalne są jednym z najbardziej charakterystycznych i niszczycielskich zjawisk w tropikach i obiektem badań meteorologii tropikalnej. Powstają nad ciepłymi wodami oceanu, gdzie czerpią energię z parowania, a skondensowana para wodna tworzy intensywne chmury i opady deszczu. Procesy te prowadzą do wzrostu temperatury i wyporu w atmosferze, co przyczynia się do formowania głębokiej konwekcji i burzowych struktur chmur. Siła Coriolisa odgrywa istotną rolę w formowaniu cyklonów tropikalnych, nadając im charakterystyczny wirujący ruch. Na półkuli północnej cyklony obracają się przeciwnie do ruchu wskazówek zegara, a na półkuli południowej – zgodnie z ich ruchem. W połączeniu z takimi zjawiskami jak MJO i fale Kelvina, które przenoszą zaburzenia konwekcyjne, cyklony tropikalne są częścią większego systemu dynamicznego w tropikach.

## Oddziaływanie ocean-atmosfera w tropikach
Wiele procesów meteorologii tropikalnej zależy od oddziaływania atmosfery z oceanem. Dla przykładu, jednym z proponowanych mechanizmów propagacji oscylacji wewnątrzsezonowych (Oscylacja Maddena-Juliana) jest sprzężenie zwrotne między konwekcją równikową a lokalnymi procesami radiacyjnymi i ewaporacyjnymi w oceanie; cyklony tropikalne pobierają energię z oceanu, uniesiona wyżej para wodna skraplając się oddaje energię do atmosfery w cyklu analogicznym do cyklu Carnota, zmieniając energię cieplną w energię kinetyczną powietrza; ocean wpływa istotnie na zjawisko El Niño–Oscylacja Południowa; para wodna w rzekach atmosferycznych jest związana z parowaniem z oceanu.

Wizualizacja opadów monsunowych w Południowej Azji. Pokazany jest dzień w roku. Widać jak opady około 1 czerwca zaczynają się na południowym cyplu Indii (Kerala) i stopniowo ogarniają całe Indie. Początek monsunu w Indiach zależy głównie od położenia słońca (położenia strefy konwergencji wiatrów).

## Monsun
Monsun w Indiach wpływa na życie około 1,4 mld ludzi – praktycznie całą populację kraju. Monsun jest kluczowy dla indyjskiego rolnictwa, ponieważ zapewnia około 80% rocznych opadów w okresie od czerwca do września. Ma ogromne znaczenie dla upraw, źródeł wody pitnej co sprawia, że stabilność monsunowych opadów bezpośrednio wpływa na gospodarkę, zdrowie publiczne i ogólny dobrobyt mieszkańców Indii. Meteorologia monsunu wiąże się z cyrkulacją atmosferyczną w tropikach, w tym sezonową zmianą kierunku wiatrów. W okresie letnim cyrkulacja monsunowa przenosi wilgotne masy powietrza znad Oceanu Indyjskiego ku lądowi, co przynosi intensywne opady. Monsun letni zaczyna się zazwyczaj w czerwcu na południowych wybrzeżach Indii, by w kolejnych tygodniach przesuwać się na północ. Jego początek i intensywność są silnie zależne od położenia Międzyzwrotnikowej Strefy Zbieżności, która przesuwa się w stronę północnych szerokości geograficznych, co wzmaga konwekcję i przynosi wilgotne masy powietrza na kontynent. Znaczący wpływ na początek monsunu ma również Oscylacja Maddena-Juliana (propagująca się wzdłuż równika), która czasami powoduje, że monsun w Indiach zaczyna się dwa razy. Wiatry monsunowe przynoszące opady na subkontynent wieją przeważnie z południowego zachodu na północny wschód. Z kolei monsun zimowy wieje z północnego wschodu, przynosząc suchsze powietrze. Monsun letni jest również powiązany z tzw. prądem Findlatera, czyli niskim (bliskim oceanu) i intensywnym strumieniem wiatrów zachodnich, który transportuje wilgotne masy powietrza wzdłuż wybrzeży Rogu Afryki ku Indiom. Prąd ten dodatkowo wzmaga ilość wilgoci napływającej nad Morze Arabskie i Zatokę Bengalską, co potęguje opady w Indiach.

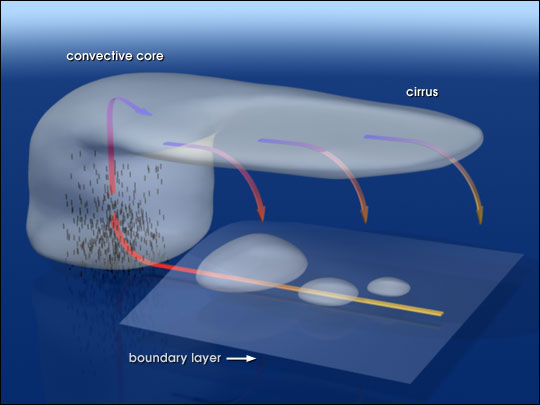
W hipotezie termostatu tropikalnego przy wzrastającej temperaturze oceanu rozwija się głęboka konwekcja (burza) i tworzy się rozległe kowadło, które odbija promieniowanie słoneczne i stabilizuje temperaturę oceanu

## Eksperymenty klimatyczne w tropikach
W ostatnich dekadach w tropikach przeprowadzono wiele eksperymentów meteorologicznych, które polegały na kompleksowych pomiarach w atmosferze i oceanie. Część z tych eksperymentów traktowała tropiki jako swoiste pole badań nad przyszłymi zmianami klimatycznymi oraz wpływem interakcji promieniowania słonecznego i podczerwonego z chmurami oraz zanieczyszczeniami na klimat.
- Eksperyment na Centralnym Pacyfiku Równikowym. Był to projekt badawczy przeprowadzony na początku lat 90. XX wieku, mający na celu zrozumienie, jak odbijanie promieniowania słonecznego przez rozległe chmury może powodować, że temperatura oceanu w tropikach nie przekracza zazwyczaj 30–32 stopni Celsjusza. Projekt badał hipotezę termostatu tropikalnego[14].

- Eksperyment na Oceanie Indyjskim, przeprowadzony w 1999 roku, badał wpływ zanieczyszczeń atmosferycznych na klimat i obieg monsunowy w regionie Oceanu Indyjskiego. Monsuny odgrywają kluczową rolę w transporcie zanieczyszczeń z kontynentu nad ocean – szczególnie w trakcie zimowego monsunu, kiedy wiatry wieją z północnego wschodu, przenosząc masy powietrza z południowej Azji, bogate w aerozole i zanieczyszczenia, nad Ocean Indyjski. Podczas INDOEX-u, naukowcy badali, jak aerozole – zarówno naturalne, jak i antropogeniczne – wpływają na bilans promieniowania i dynamikę chmur w rejonie monsunowym. Gęsta warstwa zanieczyszczeń, określana mianem „brązowej chmury atmosferycznej”, była widoczna podczas zimowego monsunu i rozciągała się od powierzchni oceanu do wysokości około 3 kilometrów. Te aerozole miały znaczący wpływ na właściwości chmur, co wpływało na ich zdolność do odbijania promieniowania słonecznego oraz chłodzenia powierzchni oceanu[15].

## Eksperymenty dynamiczne w tropikach
W tropikach przeprowadzono wiele programów badawczych, które miały na celu lepsze zrozumienie procesów dynamicznych zachodzących w tropikach. Oto kilka kluczowych inicjatyw:
- GATE (GARP Atlantic Tropical Experiment). GATE, przeprowadzony w 1974 roku, był jednym z pierwszych dużych eksperymentów tropikalnych, który badał rozwój systemów konwekcyjnych i ich interakcje z otaczającą atmosferą nad Atlantykiem. Eksperyment ten dostarczył ważnych danych na temat procesów związanych z rozwojem burz tropikalnych i cyklonów[16].

- TOGA (Tropical Ocean Global Atmosphere). Był programem zainicjowanym przez Światowy Program Badań nad Klimatem (WCRP) w latach 1985–1994. Jego głównym celem było badanie zmienności klimatycznej w tropikach i przewidywanie zjawisk klimatycznych w skali od miesięcy do lat[17].

- TOGA-COARE (Coupled Ocean Atmosphere Research Experiment). Eksperyment polowy będący częścią programu TOGA, przeprowadzony w latach 1992–1993, koncentrujący się na obszarach ciepłego oceanu na zachodnim Pacyfiku. Jego celem było szczegółowe zbadanie metod oddziaływań między atmosferą a oceanem, mechanizmów organizujących konwekcję oraz odpowiedzi oceanu na wymuszanie atmosferyczne. W ramach TOGA-COARE przeprowadzono badania terenowe na ogromną skalę, z udziałem statków, samolotów i tysięcy sond meteorologicznych. Wyniki eksperymentu znacznie przyczyniły się do zrozumienia zmienności atmosferyczno-oceanicznej, zwłaszcza w kontekście oscylacji Madden-Juliana (MJO) i tzw. zachodnich porywów wiatru (Westerly Bursts). Dzieki TOGA-COARE zmodyfikowano parametryzacje konwekcji chmur, mieszania oceanicznego i oddziaływania między atmosferą a oceanem[17].

- CINDY i DYNAMO. Celem projektów CINDY2011 i DYNAMO (Dynamics of the Madden-Julian Oscillation) była analiza mechanizmów generowania oscylacji Maddena-Juliana nad Oceanem Indyjskim. Program ten przeprowadzono w latach 2011–2012 i dostarczył on nowych informacji o tym, jak powstają i przemieszczają się struktury konwekcyjne, będące istotnym elementem klimatu tropikalnego i na temat oddziaływania pomiędzy oceanem i atmosferą[18].

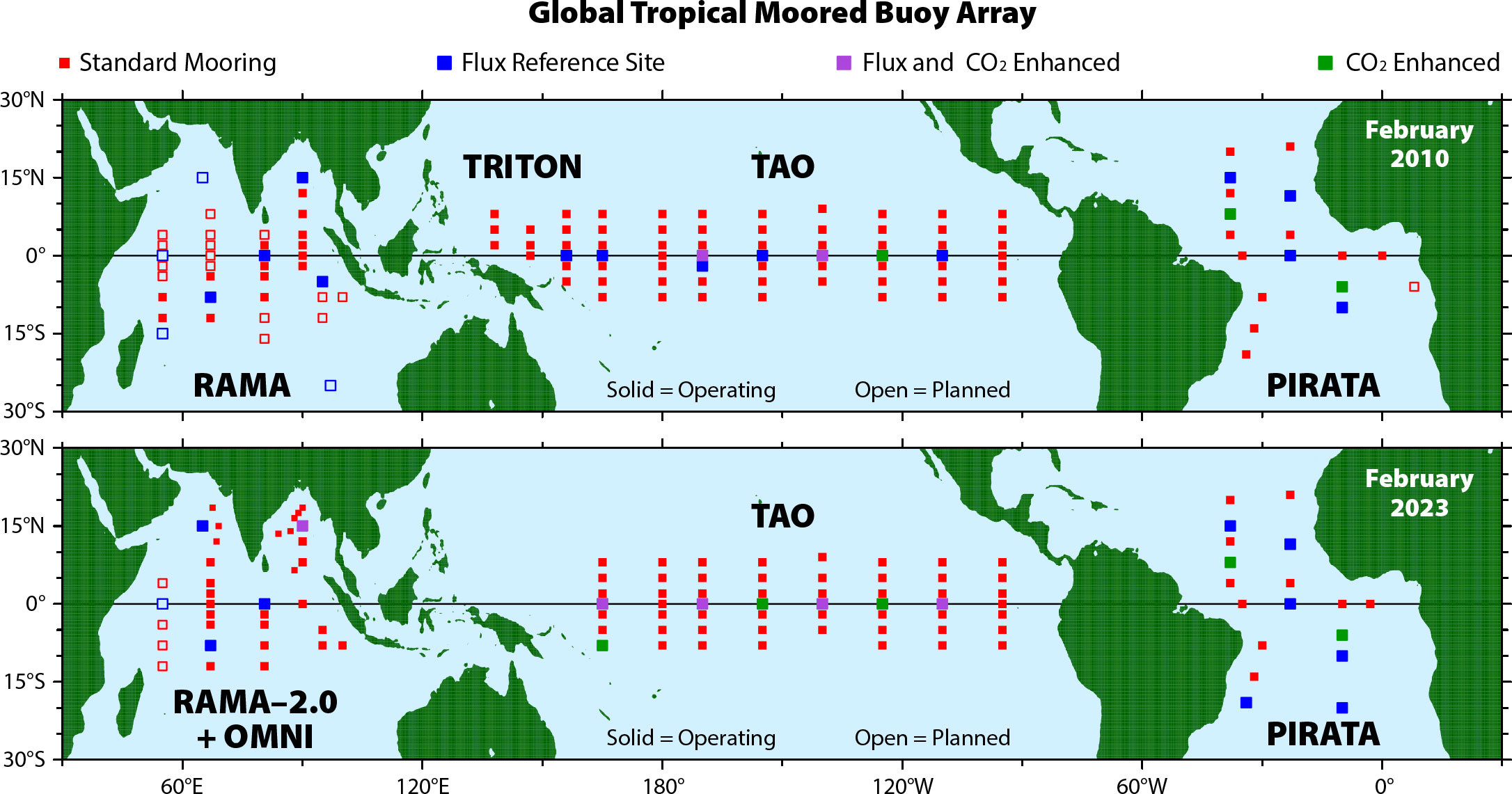
Globalna Tropikalna Sieć Zakotwiczonych Boi (GTMBA) w lutym 2010 i lutym 2023

## Pomiary satelitarne i oceaniczne
Poza rutynowymi pomiarami atmosferycznymi w ramach Globalnej Sieci Obserwacyjnej (Global Observing Network) Światowej Organizacji Meteorologicznej (World Meteorological Organization) do prognoz zjawisk meteorologiczych w tropikach wykorzystywane były i są pomiary satelitarne i sieci oceaniczne.
- Tropical Rainfall Measuring Mission (TRMM). Była to misja satelitarna współprowadzona przez NASA i JAXA do monitorowania opadów w regionach tropikalnych. TRMM, który działał od 1997 do 2015 roku, dostarczył danych o tropikalnych opadach. Po zakończeniu TRMMu, jego sukcesorem stała się misja Global Precipitation Measurement (GPM), działająca od 2014 roku.

- TAO (Tropical Atmosphere Ocean) i GTMBA. TAO był to system boi pomiarowych rozmieszczonych wzdłuż równika na Pacyfiku. Sieć TAO składała się z około 70 autonomicznych boi, które monitorowały kluczowe zmienne atmosferyczne i oceaniczne, w tym temperaturę powierzchni morza, kierunek i prędkość wiatru oraz temperaturę oceanu na różnych głębokościach. Sieć TAO dostarczała danych dla prognozowania zjawisk ENSO oraz umożliwiła śledzenie zmian w tropikalnym Pacyfiku[17]. Sieć ta została obecnie przekształcona i rozbudowana i nazywa się Global Tropical Moored Buoy Array (GTMBA)[19].

- Sieć ARGO. System dryfujących boi pomiarowych sieci ARGO to globalny system monitorowania oceanów, który składa się z automatycznych boi profilujących. Te boje zanurzają się w oceanie, po czym wynurzają się na powierzchnię, mierząc temperaturę, zasolenie oraz inne parametry w różnych warstwach wody. Po powrocie na powierzchnię przesyłają zebrane dane satelitarnie do centrów obliczeniowych. Sieć Argo pozwala na monitorowanie zmian w oceanach, wpływających na globalne procesy pogodowe, takie jak El Niño i La Niña. Specjalistyczne wersje profilatorów, z szybkim okresem wynurzania, pomagają także wykonywać pomiary w oceanie, poniżej przechodzących nad nimi cyklonów tropikalnych.

## Oś czasu meteorologii tropikalnej
- 1686 – Edmund Halley przedstawił systematyczne badanie pasatów i monsunów, identyfikując ogrzewanie słoneczne jako główną przyczynę ruchów atmosferycznych[20].
- 1735 – George Hadley zaproponował pierwszy wyidealizowany model globalnej cyrkulacji atmosferycznej, tłumacząc zjawisko pasatów za pomocą komórki Hadleya[21].
- 1835 – Gaspard-Gustave Coriolis opublikował teorię dotyczącą sił obrotowych, kładąc podwaliny pod efekt Coriolisa, który tłumaczy cyrkulację w cyklonach tropikalnych[22].
- 1923 – Sakuhei Fujiwhara opisał efekt Fujiwhary, w którym dwa cyklony orbitują wokół siebie[23].
- 1923 – Gilbert Walker opisał zjawisko El Niño–Oscylacja Południowa (ENSO) i zidentyfikował komórkę Walkera[24]
- 1924 – Gilbert Walker wprowadził termin „Oscylacja Południowa”, aby opisać okresowe wahania ciśnienia atmosferycznego nad Pacyfikiem[25].
- 1954 – Herbert Riehl opublikował Meteorologię Tropikalną, pierwszą kompleksową książkę na ten temat[26].
- 1966 – Taro Matsuno opublikował teoretyczną pracę na temat fal równikowych[2].
- 1969 – Wprowadzona została skala huraganowa Saffira-Simpsona, klasyfikująca huragany według siły od 1 do 5, która stała się szeroko stosowaną miarą ich intensywności.
- 1969 – Jacob Bjerknes wyjaśnił zjawisko El Niño–Oscylacja Południowa, pokazując w jaki sposób anomalie cieplne we wschodnim Pacyfiku wpływają na cyrkulację Walkera[27].
- 1971 – Odkrycie oscylacji Maddena-Juliana dostarczyło informacji o zmienności wewnątrzsezonowej, wpływającej na opady i aktywność cyklonów tropikalnych[28].
- 1984 – William Gray wprowadził pierwszy (statystyczny) model prognozy liczby i intensywności cyklonów tropikalnych w danym sezonie, używając czynników klimatycznych, takich jak: temperatura powierzchni morza, oscylacja MJO, oscylacja quasi-dwuletnia (QBO) i inne warunki atmosferyczne[29].
- 1988 – Kerry Emanuel opublikował model maksymalnej potencjalnej intensywności (PMI) huraganów, pokazując, jak ciepło z ciepłych oceanów w procesie analogicznym do cyklu Carnota wpływa na intensywność cyklonów[11].
- 1988 – Toshio Nakazawa badał „superklastry” w konwekcji tropikalnej i zdefiniował prędkość grupową i fazową ich przemieszczania się[5].
- 1992-1993 – TOGA-COARE (Coupled Ocean Atmosphere Research Experiment). Eksperyment dotyczący oddziaływań między atmosferą a oceanem w obszarze zachodniego Pacyfiku.
- 1997-2015 – Tropical Rainfall Measuring Mission (TRMM). Misja satelitarna, która dostarczyła danych o tropikalnych opadach.
- 1999 – Mark Wheeler i George Kiladis przeanalizowali doświadczalnie spektrum fal tropikalnych[30].